# Urugundos
Urugundos (em latim: Urugundi) foram uma tribo que habitou a porção oriental da Meócia, uma região atualmente identificada com o mar de Azove, a Crimeia ou ao longo do rio Dom. É incerto a qual macro-grupo da região se relacionaram. Alguns autores associam-os aos sármatas, enquanto outros tratam-os como nômades montados (possivelmente hunos) ou "burgúndios góticos", uma alcunha criada devido a intensa relação com os godos assentados no mar Negro. Até 257, os godos sempre foram registrados nas fontes agindo conjuntamente com os carpos, boranos, peucinos, urugundos e grupos vândalo-sármatas. Em 253, os urugundos aliaram-se aos godos de Cniva e realizaram uma grande invasão no Império Romano, porém foram derrotados decisivamente pelo general e futuro imperador Emiliano (r. 253).